# George Rodney, 1. Baron Rodney

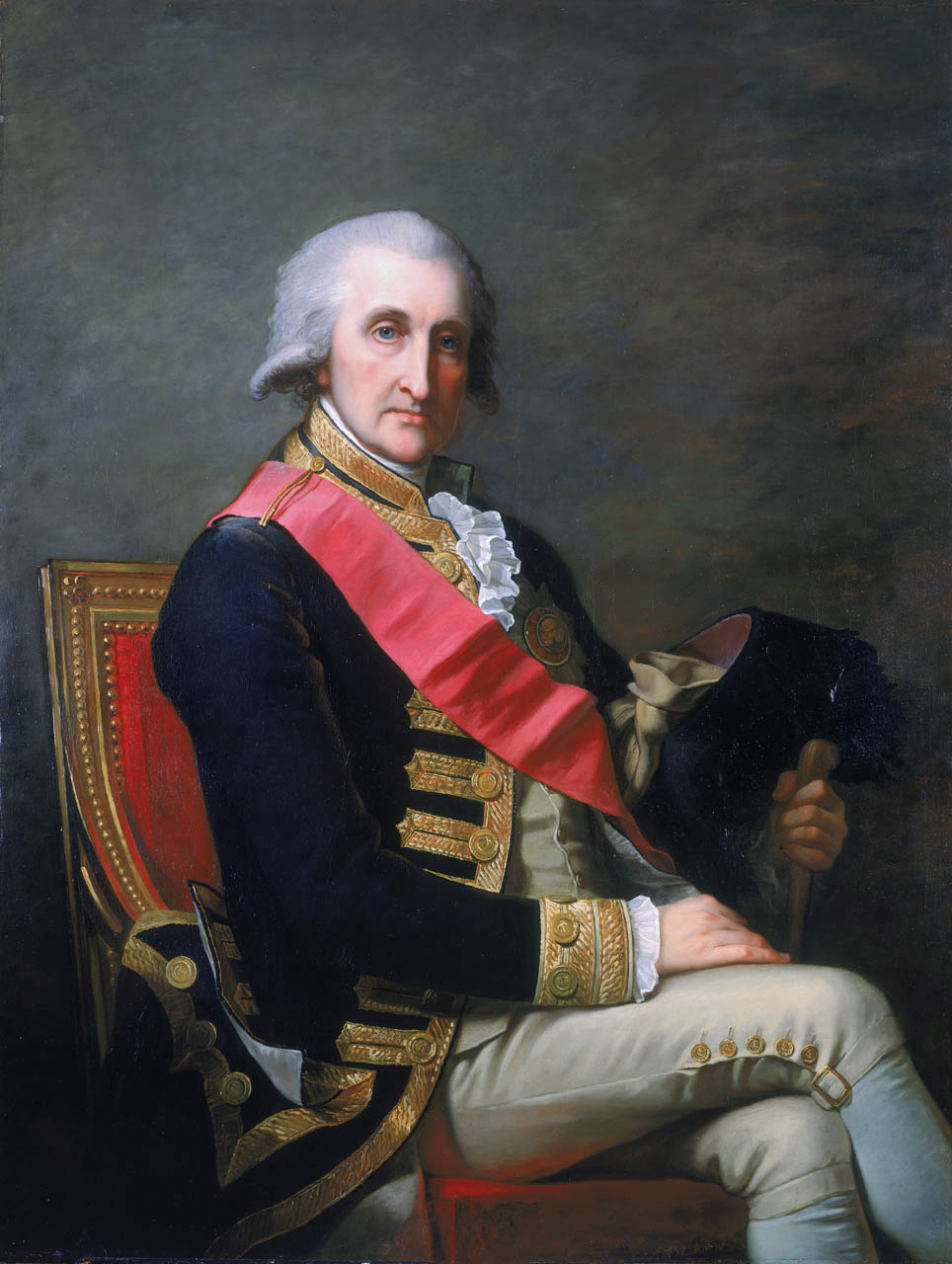
Admiral Lord George Rodney, von Jean-Laurent Mosnier, 1791

George Brydges Rodney, 1. Baron Rodney KB (* 24. Februar 1718 in Walton-on-Thames, Surrey; † 23. Mai 1792 in London) war ein britischer Marineoffizier, zuletzt im Rang eines Admiral of the White.

## Leben
Rodney entstammte einer Familie der englischen Gentry und besuchte die Harrow School. Anschließend trat er im Alter von 14 Jahren der Royal Navy bei und verbrachte seine ersten Jahre auf Linienschiffen vor allem im Ärmelkanal und im Mittelmeer. Mit 21 Jahren wurde er Lieutenant auf der Dolphin und mit 24 Jahren Captain der Plymouth. Während des Österreichischen Erbfolgekrieges (1740–1747) übte er Geleitschutz südlich von Irland aus. In der Zweiten Seeschlacht bei Kap Finisterre befehligte er unter Admiral Hawke das Linienschiff Eagle. 1749 wurde er zum Commodore-Governor der Kolonie Neufundland. 1753 wurde er schließlich nach Portsmouth verlegt.
1751 wurde er als Abgeordneter für Saltash ins britische House of Commons gewählt und hatte dieses Mandat bis 1754 inne. Später war er von 1759 bis 1761 Abgeordneter für Okehampton, von 1761 bis 1768 für Penryn, von 1769 bis 1774 für Northampton und von 1780 bis 1782 für Westminster.
Im Siebenjährigen Krieg (1756–1763) war Rodney unter Admiral Boscawen an der Einnahme von Louisbourg auf Neuschottland beteiligt. 1759 wurde er zum Rear-Admiral befördert. Im selben Jahr leitete er die Beschießung von Le Havre und verhinderte somit eine französische Invasion der Britischen Inseln. Im Januar 1762 nahm er mit einem Geschwader von 17 Linienschiffen an der Eroberung der Insel Martinique in Westindien teil und wurde daraufhin zum Vice-Admiral befördert. 1764 wurde er zum Baronet, of Alresford in the County of Southampton erhoben. In den folgenden Friedensjahren war Rodney erst Leiter des Greenwich Hospitals, und danach von 1771 bis 1774 Flottenbefehlshaber auf Jamaika. Durch Spielschulden und verfehlte politische Ambitionen in finanzielle Bedrängnis geraten, musste er vor seinen Gläubigern nach Paris flüchten. Erst bei Ausbruch des Amerikanischen Unabhängigkeitskrieges erhielt er wieder ein Kommando.
Nunmehr zum Admiral befördert, übernahm Rodney 1778 den Befehl über das Westindien-Geschwader. Auf dem Hinweg eroberte er mit seiner Flotte von 22 Linienschiffen einen spanischen Geleitzug. In der darauffolgenden Seeschlacht vor Kap St. Vincent besiegte er am 16. Januar 1780 das spanische Blockade-Geschwader vor Gibraltar. Nachdem er Gibraltar mit Nachschub versorgt hatte, traf er im März desselben Jahres in Westindien ein. Am 17. April 1780 kam es schließlich zur Seeschlacht vor Martinique mit einem französischen Geschwader unter Admiral de Guichen, welche bedingt durch Irrtümer und Missverständnisse unentschieden endete. Weitere Aufeinandertreffen vom 15. und 19. Mai blieben ebenfalls ergebnislos. Am 14. November 1780 wurde er als Knight Companion in den Order of the Bath aufgenommen. Am 3. Februar 1781 erschien Admiral Rodney mit seinem Geschwader vor der zu den Niederlanden gehörenden Insel Sint Eustatius. Er ließ 3000 Mann anlanden und dem Gouverneur Johannes de Graeff die Aufforderung überbringen, binnen einer Stunde zu kapitulieren. Da de Graeff über keine nennenswerten Streitkräfte verfügte, übergab er Rodney die Insel kampflos. De Graeff hatte sich bereits 1776 durch den Andrew-Doria-Vorfall den besonderen Unwillen der britischen Regierung zugezogen und wurde vorerst als Gefangener mit seiner Familie nach London gebracht. Gegen die Franzosen gelang Rodney erst am 12. April 1782 ein entscheidender Sieg. In der Schlacht von Les Saintes besiegte er diese unter Comte de Grasse.
Bei seiner Heimkehr nach England wurde Rodney zwar mit Ehren überhäuft – ein weiteres Kommando erhielt er jedoch nicht mehr. Am 19. Juni 1782 wurde er als Baron Rodney, of Rodney Stoke in the County of Somerset, zum erblichen Peer erhoben. Er wurde dadurch Mitglied des House of Lords und schied aus dem House of Commons aus. Rodney, der zwar als guter Taktiker galt, hatte es bei Les Saints versäumt, die nach der Schlacht fliehenden Franzosen zu verfolgen und die übrigen Schiffe als Prisen zu nehmen. Dadurch geriet er insbesondere bei seinem damaligen Stellvertreter Admiral Samuel Hood in Kritik.
Die britische Marine benannte insgesamt sechs Einheiten zu ehren von George Brydges Rodney.